# Muiden
Muiden – miasto oraz gmina w Holandii w prowincji Holandia Północna, położone nad rzeką Vecht. 
Gmina zajmuje powierzchnię 36,51 km², a jej teren zamieszkuje 6 700 osób. Obszar atrakcyjny turystycznie, najważniejszy port żeglarski w rejonie Het Gooi. Przy miejscowości popularne wśród turystów plaże. 

## Historia
Pierwsza wzmianka o miejscowości pochodzi z 953, było to nadanie cesarza Ottona I, dla duchowieństwa. W 1206 zbudowano tu zamek, który wielokrotnie przebudowywany przetrwał do dziś, obecnie udostępniony do zwiedzania jako muzeum.

## Zabytki
Najbardziej znaczący jest średniowieczny zamek, jeden z najważniejszych zabytków w Holandii. Grube mury w dużej mierze średniowiecznego zamku otoczonego fosą, który był również tłem wielu filmów, otoczone są fosą zamkową. Wewnątrz jest wyposażony w meble i inne przedmioty z XVII w. Budynek można zwiedzać codziennie od Wielkanocy do końca października (w weekendy tylko w godzinach popołudniowych). Przy zamku, który został ponownie odrestaurowany w 2006, znajduje się zabytkowy sad.
Warty obejrzenia jest także kościół z początku XV w. Istnieją również inne stare fortyfikacje, w tym godny uwagi Muizenfort.
Trzy kilometry od wybrzeża w IJmeer (południowa część jeziora Markermeer) leży ufortyfikowana wyspa Pampus, której fortyfikacje zostały odrestaurowane przez ochotników i można ją zwiedzać latem.

## Galeria

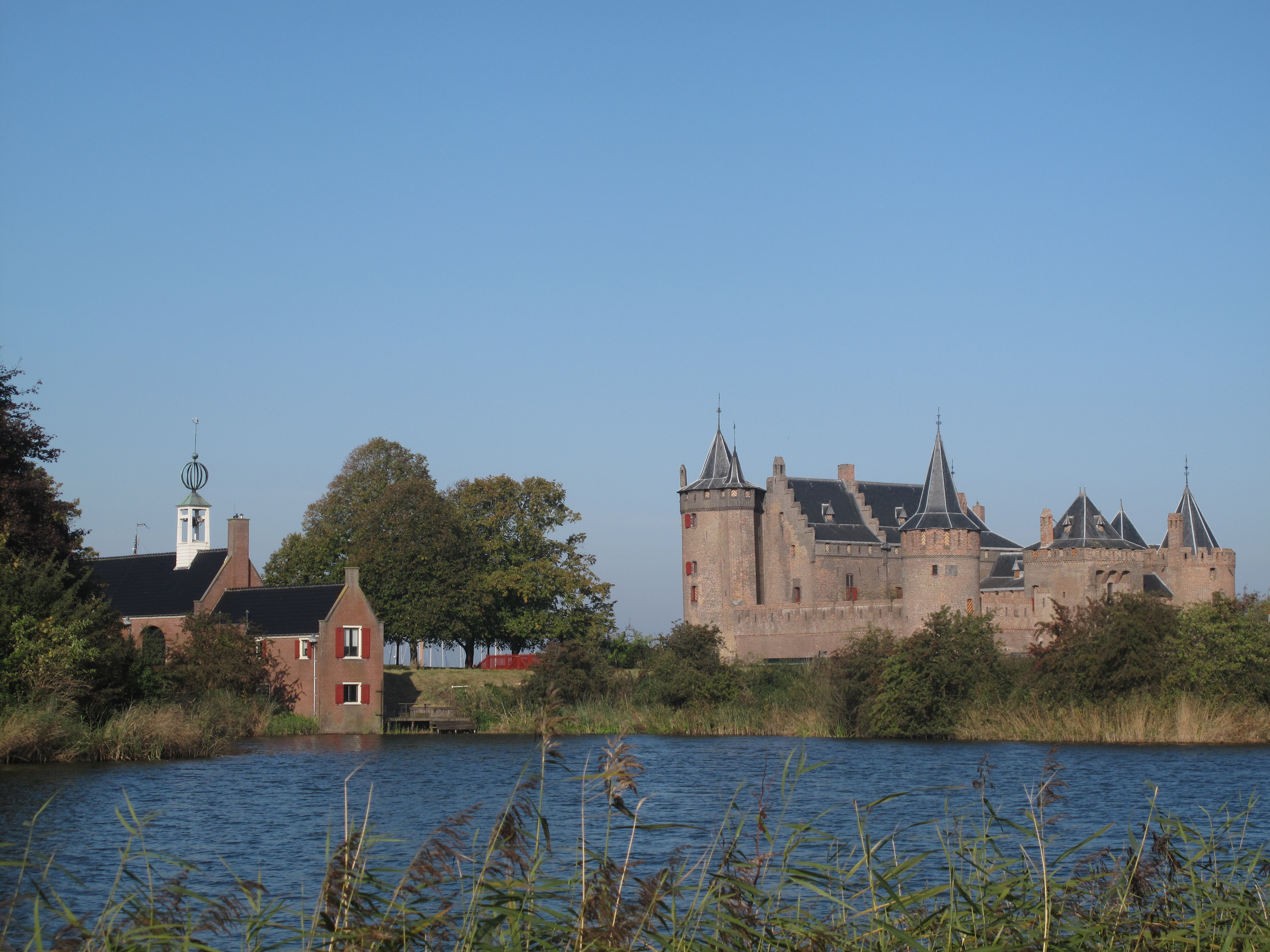
Zamek
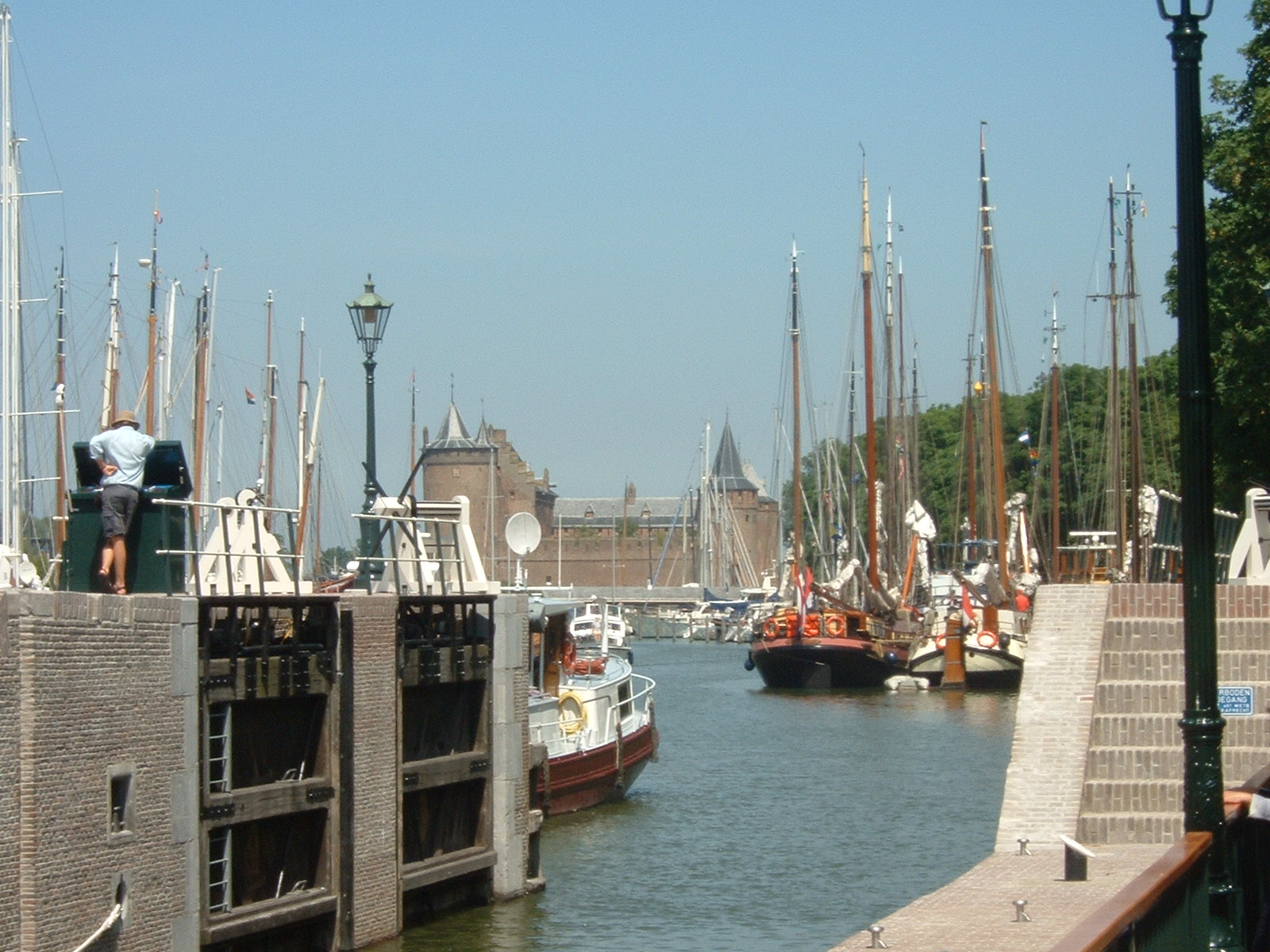
Śluza w Muiden
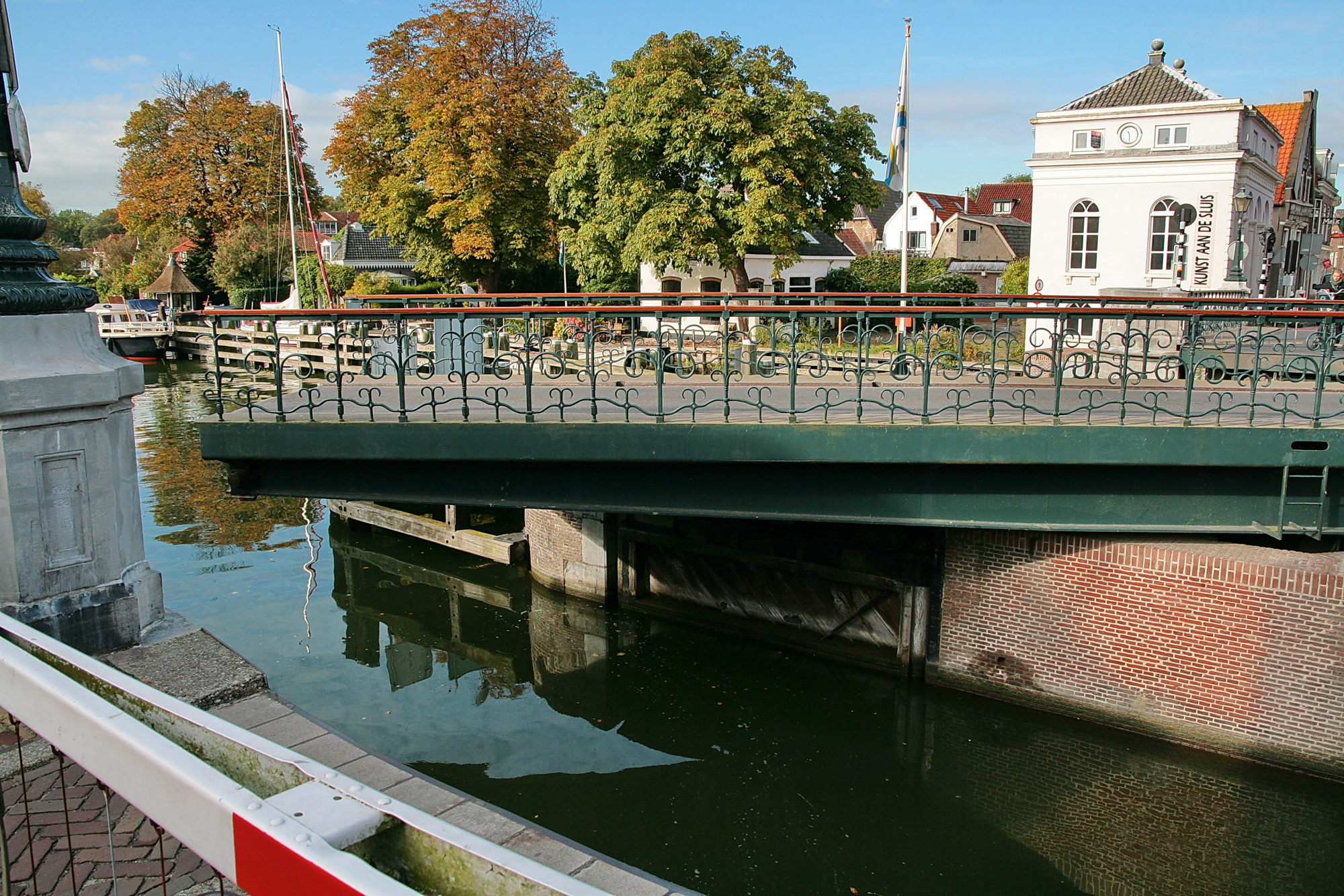
Most obrotowy przy śluzie
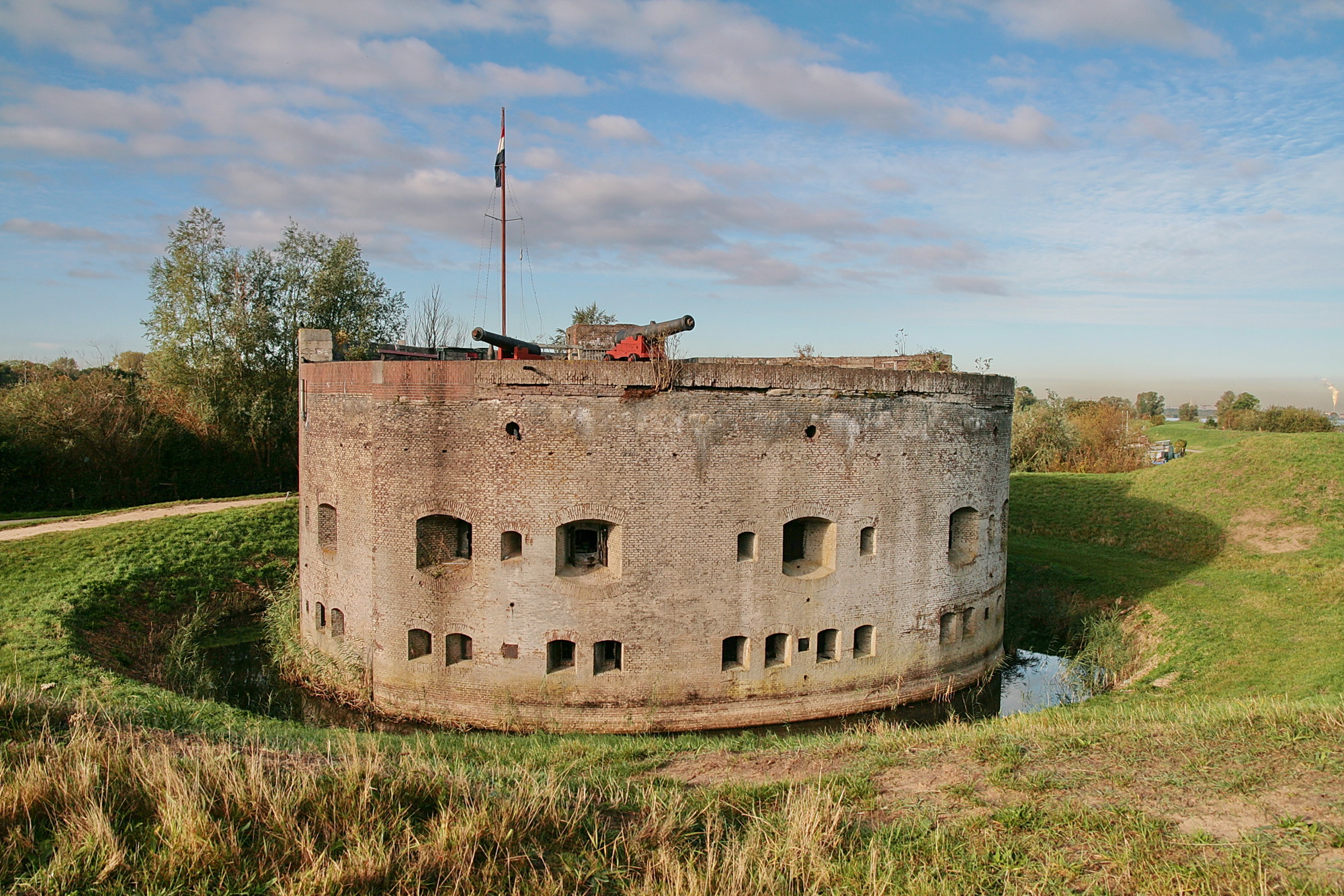
Umocnienia (Muizenfort) przed portem

## Linki zewnętrzne

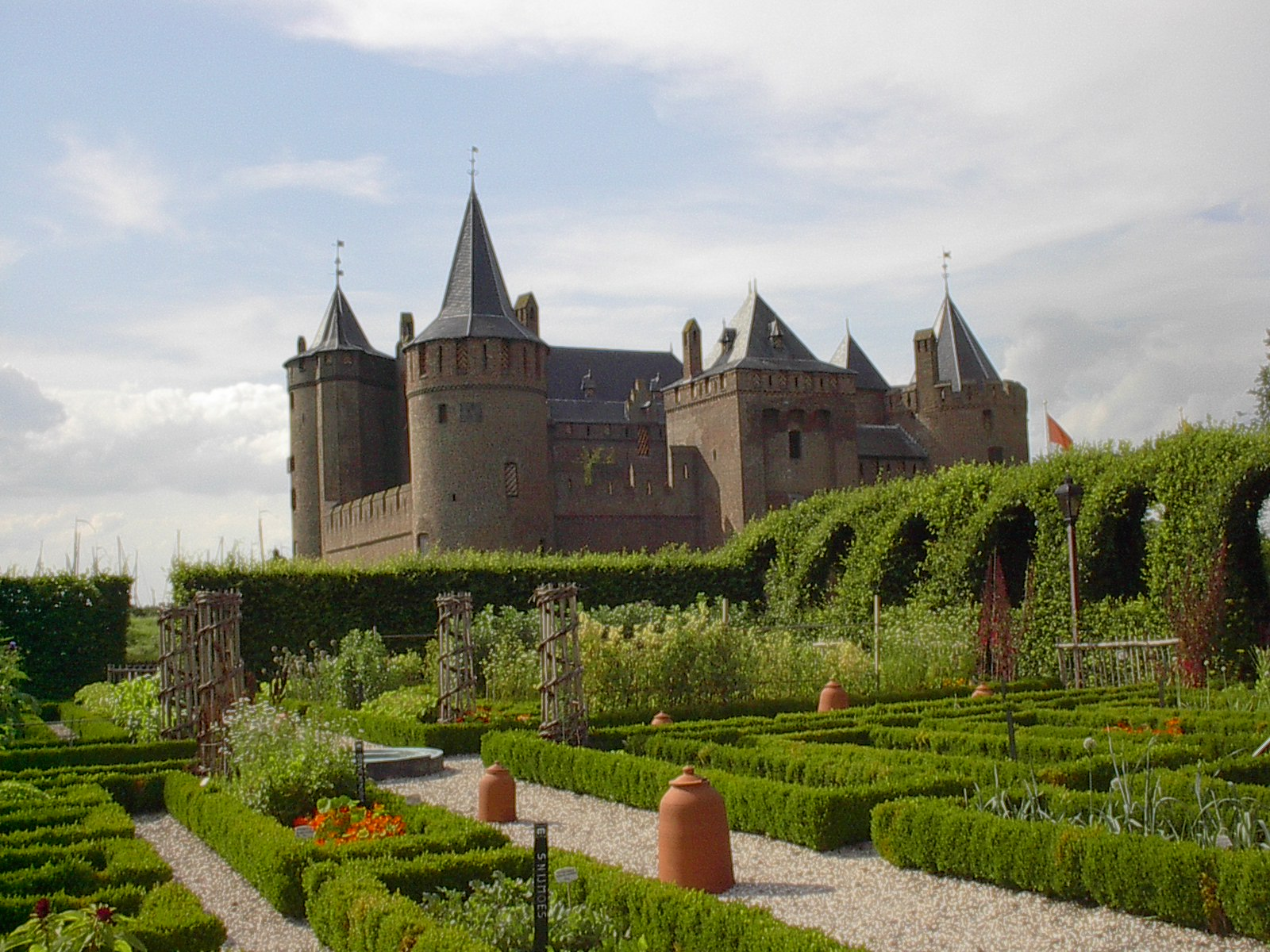
Zamek w Muiden

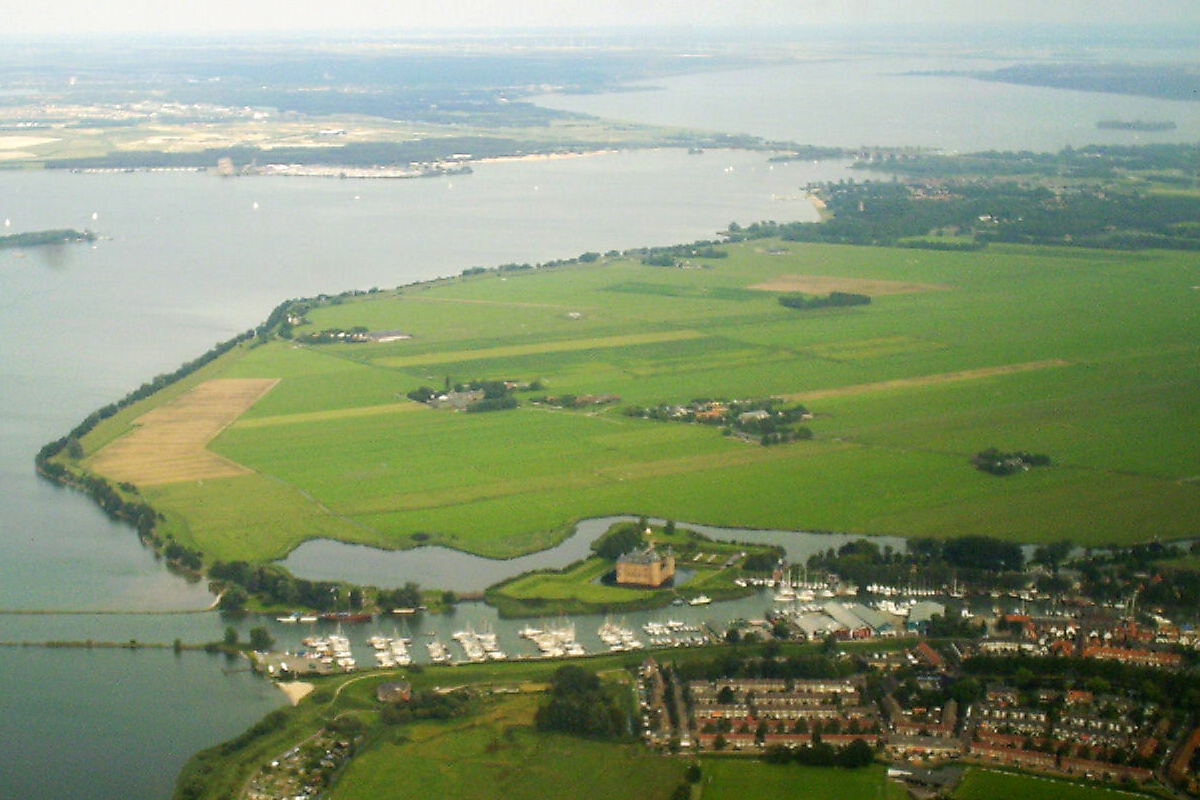
Port w Muiden widziany z lotu ptaka